# 毛里求斯短脚鹎
毛里求斯短脚鹎（学名：Hypsipetes olivaceus）是雀形目鹎科短脚鹎属之下的一种鸟类，也是毛里求斯的特有物种。

## 分类
毛里求斯短脚鹎是旧时的Ixocincla属的模式种，该属涵盖了整个印度洋地区各种亲缘关系相近的鹎。 此前，一些研究人员认为毛里求斯短脚鹎属于鸫属，也有人将其归类为绿短脚鹎的一个亚种。

## 外形
毛里求斯短脚鹎体长可达24厘米（9.4英寸）。其具有明亮的黄褐色眼睛、粉红色的腿部和橙黄色的喙部。羽毛呈灰色，与黑色的冠羽形成鲜明对比。幼鸟的羽毛为浅棕色，喙呈黑色。

## 行为

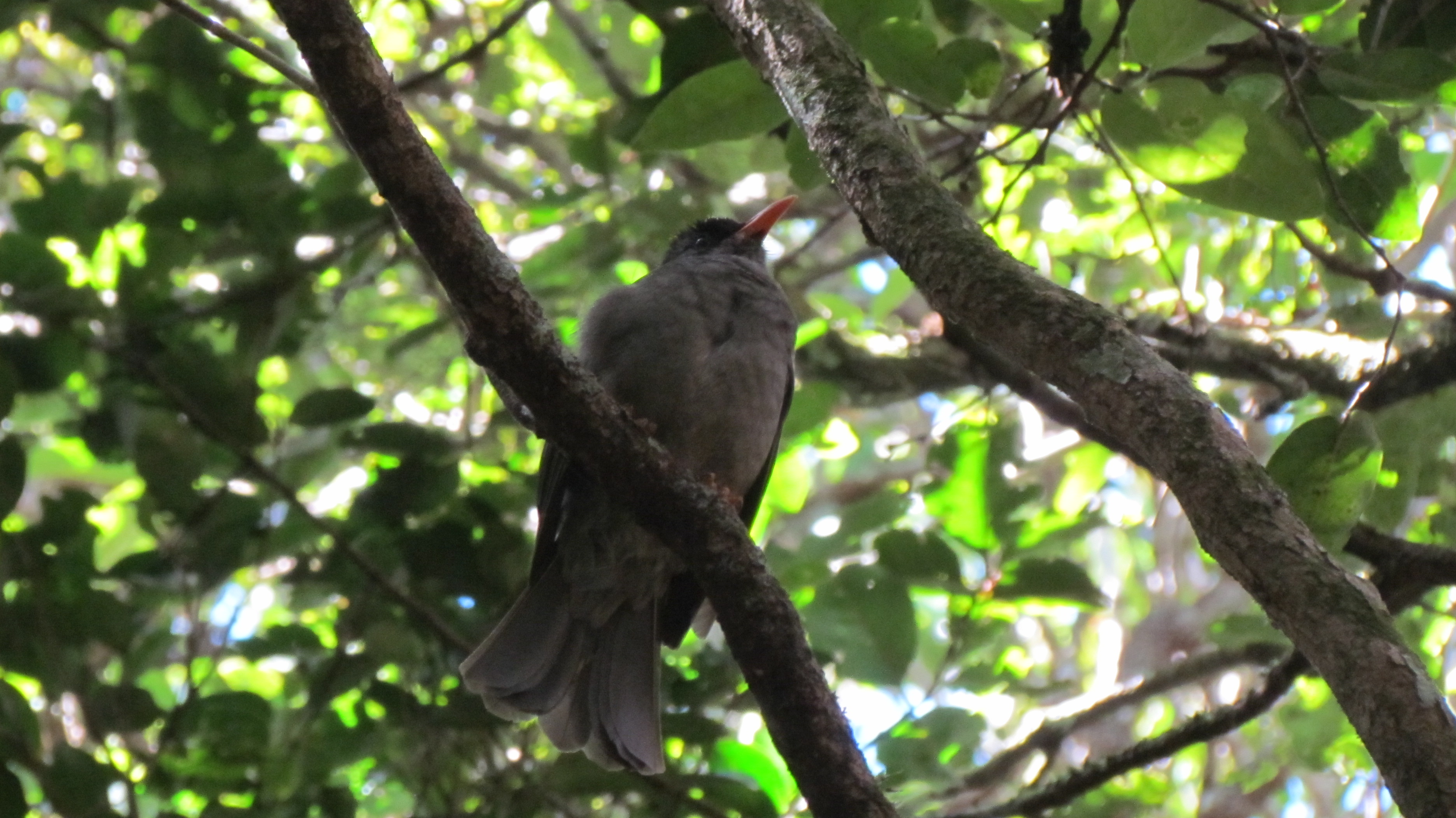
栖息在树上的毛里求斯短脚鹎

### 繁殖
在南半球的夏季，毛里求斯短脚鹎雌鸟会在用稻草和树根搭建的巢里产下两枚粉红色的蛋。孵化期为14至16天。

### 觅食
毛里求斯短脚鹎的食谱包括昆虫、植物种子和水果，特别喜好非本土品种的马缨丹的成熟浆果。

## 生存威胁
过去，毛里求斯短脚鹎常被用作一种节庆佳肴。后来，其主要威胁为森林栖息地的破坏、外来杂草入侵和食蟹猕猴的捕食。20世纪70年代中期，毛里求斯短脚鹎的数量仅剩下200对，随后得到了遏制。现如今种群数量稀少，但保持稳定，1993年统计的种群数量为280对。